# Karolina Pęk
Karolina Pęk (ur. 8 lutego 1998 w Nowej Dębie) – polska tenisistka stołowa. Złota medalistka paraolimpijska w drużynie z Rio de Janeiro (2016). Brązowa medalistka paraolimpijska w singlu z Rio de Janeiro (2016), brązowa medalistka paraolimpijska w drużynie z Londynu (2012). Mistrzyni Polski 2013 w singlu w klasie C9-10 oraz w grze mieszanej z Pawłem Mazurykiem w klasie C6-10. Reprezentantka Polski w tenisie stołowym osób niepełnosprawnych.
Rywalizuje również w zawodach z osobami pełnosprawnymi.

## Kariera
Karolina Pęk zaczęła uprawiać tenis stołowy w wieku 9 lat uczęszczając do szkoły podstawowej nr 10 w Tarnobrzegu. Jej pierwszym trenerem był były zawodnik Siarki Tarnobrzeg Jerzy Baran. Następnie została zawodniczką Integracyjnego Klubu Sportowego Jezioro Tarnobrzeg, w którym trenowana przez Jacka Lachora (byłego zawodnika Siarki Tarnobrzeg i Alitu Ożarów) występuje obecnie w rywalizacji niepełnosprawnych. Od sezonu 2014/15 broni również barw KS Bronowianki II Kraków (1 liga kobiet, grupa południowa).
Odznaczona Brązowym (2013) i Złotym Krzyżem Zasługi (2013) oraz Krzyżem Oficerskim (2021) Orderu Odrodzenia Polski.

## Osiągnięcia
- Złota medalistka Letnich Igrzysk Paralimpijskich w Paryżu (2024) w singlu.[10]
- Złota medalistka Letnich Igrzysk Paraolimpijskich w Rio de Janeiro (2016) w drużynie (z Natalią Partyką i Katarzyną Marszał)
- Brązowa medalistka Letnich Igrzysk Paraolimpijskich w Rio de Janeiro (2016) w singlu.
- Brązowa medalistka Letnich Igrzysk Paraolimpijskich w Londynie (2012) w drużynie (z Alicją Eigner, Małgorzatą Grzelak-Jankowską i Natalią Partyką)
- Drużynowa Mistrzyni Polski Niepełnosprawnych z IKS Tarnobrzeg (z Maciejem Nalepką, Pawłem Mazurym, Pawłem Włodyką, Mariuszem Matejkiem), Gdańsk 2016
- Mistrzyni Polski Niepełnosprawnych 2014 w singlu w klasie C9-10 (Pleszew)
- Brązowa medalistka Mistrzostw Polski Niepełnosprawnych w mikście w klasie C6-10 (z Pawłem Mazurykiem)
- Złota medalistka Slovenia Para Open 2014 w singlu i srebrna medalistka w drużynie (z Dajaną Jastrzębską) (C8-9)
- Srebrna medalistka Drużynowych Mistrzostw Polski Niepełnosprawnych 2013 z IKS Tarnobrzeg (Drzonków)
- Mistrzyni Polski Niepełnosprawnych 2013 w singlu w klasie C9-10 (Bielsko-Biała)
- Złota medalistka Mistrzostw Polski 2013 w mikście w klasie C6-10 (z Pawłem Mazurykiem)
- Brązowa medalistka Mistrzostw Europy 2013 w singlu w klasie C9 (Włochy)
- Miejsce w przedziale 5-8 na Mistrzostwach Polski Kadetów 2013 (Radomsko)
- Złota medalistka Bayreuth Open 2013 (Niemcy) w singlu (C9) i brązowa medalistka w drużynie (z Dorotą Mitutą) (C9-10)[11]
- Złota medalistka Slovakia Open 2013 w singlu
- Brązowa medalistka Lignano Master Open 2013 (Włochy) w drużynie (z Małgorzatą Grzelak-Jankowską) (C8-10)
- Brązowa medalistka Drużynowych Mistrzostw Polski 2012 w Radomiu (z IKS Tarnobrzeg)
- Złota medalistka Romania Open 2012 w singlu i srebrna medalistka w drużynie
- Brązowa medalistka Slovakia Open 2012 w singlu i złota medalistka w drużynie
- Wicemistrzyni Europy w drużynie (z Małgorzatą Grzelak-Jankowską) Split 2011 (C9-10)
- Zdobywczyni Drużynowego Pucharu Polski w singlu i drużynie 2011
- Srebrna medalistka Indywidualnych Mistrzostw Polski 2011
- Złota medalistka Drużynowych Mistrzostw Polski 2011
- Srebrna medalistka Mistrzostw Europy 2011 w drużynie
- Srebrna medalistka Romania Open 2011 w singlu (C9)
- Srebrna medalistka Slovakia Open 2011 w singlu (C9-10)
- Brązowa medalistka Dutch Open 2011 (Holandia) w singlu (C9)
- Brązowa medalistka Lignano Master Open 2011 (Włochy) w singlu (C9)